# 刘石乱华
劉石亂華，即劉淵與石勒在西晉末期八王之亂後起兵反叛。
永嘉二年（308年）劉淵稱帝，建都平陽，國號漢。山西、河北一帶的各族胡人以及漢族，紛紛響應。此時晉朝的內鬨仍未停止。永嘉六年（312年）劉聰攻陷洛陽，縱兵燒掠，俘擄晉懷帝。劉石之亂時石勒一度攻破豫州、江夏，勢力範圍西及南陽，北據淮汝，南抵長江。太興四年（321年）祖逖病死，石勒又攻佔河南。
金毓黼指出：“中原遭劉石之亂，人民之盪析離居者，十室而九”。顧炎武〈與友人論學書〉說“昔劉石亂華，本於清談之流禍”。